# Вайльгайм-ін-Обербаєрн
Вайльгайм (нім. Weilheim) — місто в Німеччині, розташоване в землі Баварія. Підпорядковується адміністративному округу Верхня Баварія. Адміністративний центр району Вайльгайм-Шонгау.
Площа — 55,44 км2. Населення становить 22 727 ос. (станом на 31 грудня 2020).